# Heterosternuta ouachita
Heterosternuta ouachita är en skalbaggsart som först beskrevs av Matta och Wolfe 1979.  Heterosternuta ouachita ingår i släktet Heterosternuta och familjen dykare. Inga underarter finns listade i Catalogue of Life.